# 布萊堡
布萊堡，又譯布雷堡是奥地利克恩顿州弗尔克马克特县的一个市镇。总面积69.72平方公里，总人口3932人，人口密度56.4人/平方公里（2011年）。
布雷保因為布萊堡屠殺而知名於二戰史。二戰歐洲戰場結束後，二戰期間南斯拉夫內親軸心國的諸多勢力拒絕歸降於南斯拉夫人民解放軍，大規模撤退入奧地利，欲向英軍投降但被拒，1945年5月24日從奧地利邊境布雷堡被遣返，再被南斯拉夫人民解放軍政治清算、死亡行軍、軍事監禁、強制勞役、屠殺的一系列事件。